# Lengefeld (Naumburg)
Lengefeld ist ein Straßendorf zwischen Saaleck und dem Ortsteil Bad Kösen der Stadt Naumburg (Saale) im Burgenlandkreis in Sachsen-Anhalt.

## Lage
Lengefeld befindet sich nordöstlich des Dorfes Saaleck an der Landesstraße L203 und südlich des Ortsteils Bad Kösen sowie östlich und nördlich des Saalebogens sowie der Bahnstrecke Erfurt–Berlin in der Saaleniederung. Südlich nach den Saaleanhöhen befindet sich auf der erhöhten Geländeetage das Dorf Kreipitzsch nahe der berühmten Rudelsburg.

## Geschichte
Lengefeld gehörte im 14. Jahrhundert zum Besitz der Schenken von Saaleck aus dem Haus der Schenken von Vargula. 1344 veräußerten sie den Ort mit der Burg Saaleck an die Naumburger Bischöfe, welche aus dem zur Burg gehörigen Gebiet das Amt Saaleck bildeten. 1465 wurden die Schenken von der Veste, welche ihren Sitz lange Zeit auf der Rudelsburg hatten, mit dem Ort belehnt. Sie gehörten zu den Schenken von Saaleck. Diese verkauften sieben Höfe zu Lengefeld im Jahr 1483 samt Gerichten, Lehnen und Zinsen an die Familie von Tümpling, welche Castellani der Burg Camburg waren.
1545 galten die Herren von Bünau auf Teuchern als Besitzer des Orts. Aufgrund von Schulden verkauften sie im Jahr 1581 aus ihrem Besitz u. a. den Ort Lengefeld und die benachbarte Rudelsburg mit ihren dazugehörigen Besitzungen an den Amtsschösser zu Eckartsberga, Hans George von Osterhausen. Die Rudelsburg und der Ort Lengefeld gehörten in der Folgezeit als Exklave zum kursächsischen Amt Eckartsberga. Der zur Rudelsburg gehörige Gutsbezirk Kreipitzsch unterstand jedoch als Lehen des Hochstifts Naumburg-Zeitz bis 1815 dem 1544 gebildeten Amts Naumburg. Die Herren von Osterhausen verkauften im Jahr 1671 die Rudelsburg mit Kreipitzsch und Lengefeld an die Edlen von Creutz(en). In der Folgezeit teilte der Ort die Besitzgeschichte mit der Rudelsburg. Lengefeld und die Rudelsburg gehörten als Teil des Amts Eckartsberga zwischen 1656/57 und 1746 zum Herzogtum Sachsen-Weißenfels, danach wiederum zum Kurfürstentum Sachsen und ab 1806 zum Königreich Sachsen. Mit dem Wiener Kongress 1815 wurde Lengefeld dem Landkreis Naumburg in der preußischen Provinz Sachsen angegliedert.
Die im Jahr 2012 im Ort ansässigen Bewohner leben in einem Dorf, das bereits zwischen 780 und 817 erstmals urkundlich erwähnt worden ist. Am 1. Januar 2010 wurde Lengefeld mit Bad Kösen in Naumburg eingemeindet.